# Robert van Tonder
Robert Spiller van Tonder (ur. 6 października 1923, zm. 5 sierpnia 1999 koło Randburga) – południowoafrykański polityk.
Był członkiem Partii Narodowej. Opuścił ją w 1961, stwierdzając, że RPA stało się państwem wielokulturowym. W tym samym roku powołał do życia Komitet Państwa Burskiego (BSK), przekształcony w 1986 w Partię Państwa Burskiego (Boerestaat Party). W 1966 opublikował książkę Walka trwa. Pozycja ta wywarła znaczący wpływ na działaczy białej prawicy. Należał do zwolenników rozróżnienia terminologicznego między pojęciami Bur i Afrykaner.